# Abdullahi Hassan
Abdullahi Hassan (* 28. Juli 2002 in Toronto) ist ein kanadischer Mittelstreckenläufer, der sich auf die 800-Meter-Distanz spezialisiert hat.

## Sportliche Laufbahn
Erste internationale Erfahrungen sammelte Abdullahi Hassan im Jahr 2019, als er bei den U18-NACAC-Meisterschaften in Santiago de Querétaro in 1:52,48 min die Goldmedaille über 800 Meter gewann. Zudem gewann er mit der kanadischen Mixed-Staffel über 4-mal 400 Meter in 3:29,86 min die Bronzemedaille. Seit 2021 studiert er an der University of Wisconsin–Madison und im selben Jahr belegte er bei den U20-Weltmeisterschaften in Nairobi in 1:50,07 min den siebten Platz. 2023 belegte er bei den U23-NACAC-Meisterschaften in San José in 1:47,63 min den vierten Platz über 800 Meter und gewann in der Mixed-Staffel in 3:25,42 min die Bronzemedaille. Zudem wurde er mit der 4-mal-400-Meter-Staffel in 3:06,37 min Vierter. Über 800 Meter startete er im August bei den Weltmeisterschaften in Budapest und schied dort mit 1:46,33 min in der ersten Runde aus.

## Persönliche Bestzeiten
- 800 Meter: 1:46,16 min, 18. Juli 2021 in Mission Viejo
  - 800 Meter (Halle): 1:47,51 min, 12. Februar 2022 in Chicago